# Theopompa ophthalmica
Theopompa ophthalmica es una especie de mantis de la familia Liturgusidae.

## Distribución geográfica
Se encuentra en la India, Vietnam, Taiwán, Sulawesi, Ambon y las islas de la Sonda.